# 정의 (덕)

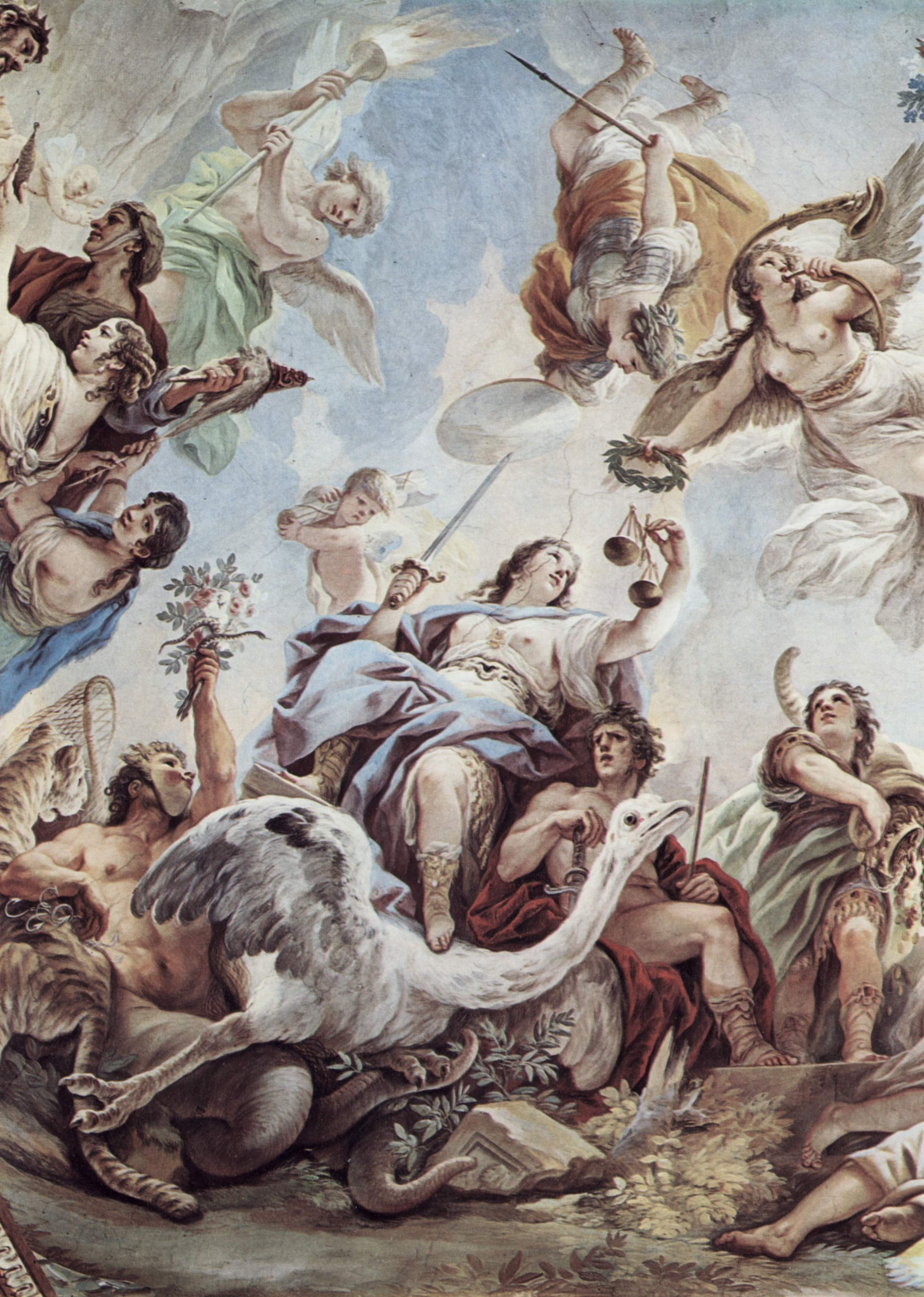
루카 조르다노 작, 유스티지아

정의 (定義)는 고전적인 유럽 철학과 로마 가톨릭에서 4가지 추덕 중 하나이다. 이는 이기심과 이타심 사이 – 공정한 몫보다 많거나 적은 것 사이 – 의 절제 또는 평균이다.
정의는 기독교에서 다른 사람들과의 관계를 규제하기 때문에 자선의 실천과 밀접한 관련이 있다. 이는 그러한 모든 관계를 규제하고 때로는 추덕의 가장 중요한 것으로 간주되기 때문에, 추덕의 "중심"으로도 불린다.

## 같이 보기
- 아리스티데스
- 법률에 관하여
- 용기
- 플라톤
- 신중
- 절제